# 吴窑镇
吴窑镇，是中华人民共和国江苏省南通市如皋市下辖的一个乡镇级行政单位。

## 行政区划
吴窑镇下辖以下地区：
吴窑社区、黄石社区、钱庄社区、立新社区、小马社区、三元社区、大石社区、四房社区、沈徐村、陈家村、何柳村、沈甸村、龙河村、平田村、长西村、长庄村和老庄村。